# Stegonotus heterurus
Espèce
Statut de conservation UICN

 LC  : Préoccupation mineure
Stegonotus heterurus  est une espèce de serpents de la famille des Colubridae.

## Répartition
Cette espèce est endémique de l'archipel Bismarck en Papouasie-Nouvelle-Guinée.

## Description
L'holotype de Stegonotus heterurus mesure 540 mm dont 135 mm pour la queue. Cette espèce a la face dorsale brun noirâtre et la face ventrale brune tachée de jaunâtre.

## Publication originale
- Boulenger, 1893 : Catalogue of the Snakes in the British Museum (Natural History), vol. 1, p. 1-448 (texte intégral).